# Canton de Saint-Maixent-l'École-2
Le canton de Saint-Maixent-l'École-2 est une ancienne division administrative française située dans le département des Deux-Sèvres et la région Poitou-Charentes.

## Géographie
Ce canton était organisé autour de Saint-Maixent-l'École dans l'arrondissement de Niort. Son altitude varie de 42 m (Sainte-Néomaye) à 191 m (Exireuil) pour une altitude moyenne de 102 m.

## Histoire
Les cantons de Saint-Maixent-2 et de Saint-Maixent-1 sont créés en 1801 en remplacement du canton de Saint Maixent. En 1926, la ville de Saint-Maixent prend le nom de Saint-Maixent-l'École et les noms des cantons deviennent Saint-Maixent-l'École-2 et Saint-Maixent-l'École-1.

## Représentation

### Conseillers généraux de 1833 à 2015
| Période | Période      | Identité                    | Étiquette                   | Qualité |
| ------- | ------------ | --------------------------- | --------------------------- | --- |
| 1833    | 1845         | Hercule Benjamin Nosereau   |                             | Adjoint au maire de Saint-Maixent |
| 1845    | 1861         | Alphonse Pougnet            |                             | Notaire à Saint-Maixent |
| 1861    | 1867         | Oscar de Vallée             | Majorité dynastique         | Premier avocat général à la Cour Impériale de Paris Propriétaire, membre du Conseil d'État Sénateur (1878-1892)                                                                    |
| 1867    | 1871         | Gustave René Le Charpentier |                             | Propriétaire, avocat, juge de paix à Saint-Maixent |
| 1871    | 1886 (décès) | Pierre Goguet               | Républicain                 | Notaire Maire de Saint-Maixent (1870-1873, 1873-1882) Sénateur (1882-1886) Président du Conseil général (1882-1886)                                                                |
| 1886    | 1895         | Jules Pierre Haÿs           | Républicain                 | Ancien manufacturier, conseiller municipal de Saint-Maixent |
| 1895    | 1901         | Georges Richard             | Républicain                 | Propriétaire à Saint-Maixent |
| 1901    | 1940         | Émile Naslin (1870-1975)    | Rad. Antimarxiste           | Avocat, propriétaire Conseiller municipal de Saint-Martin-de-Saint-Maixent |
|         |              |                             |                             | |
| 1945    | 1955         | Émile Naslin                | Rad.                        | Avocat Conseiller municipal de Saint-Maixent-l'École Président du Conseil général (1945-1955)                                                                                      |
| 1955    | 1992         | Yvan Quintard (1914-1994)   | RGR puis Rad. puis UDF-Rad. | Médecin à Saint-Maixent |
| 1992    | 2015         | Léopold Moreau              | UDF puis UMP                | Maître de conférences agrégé en Sciences de gestion Maire de Saint-Maixent-l'École Président de la communauté de communes Arc-en-Sèvre Élu en 2015 dans le canton de Saint-Maixent |

### Conseillers d'arrondissement (de 1833 à 1940)
| Période                                  | Période      | Identité                          | Étiquette   | Qualité |
| ---------------------------------------- | ------------ | --------------------------------- | ----------- | --- |
| 1833                                     | 1839         | François Bordier (1798-1873)      |             | Notaire, propriétaire, juge de paix à Saint-Maixent                                                         |
| 1839                                     | 1848         | Gabriel Jorigné (1787-1864)       |             | Propriétaire, maire de Romans                                                                               |
|                                          |              |                                   |             | |
|                                          | 1887 (décès) | Armand Jacques Naslin (1831-1887) | Républicain | Propriétaire à Saint-Martin-de-Saint-Maixent                                                                |
|                                          |              |                                   |             | |
| 1904                                     | 1934         | Louis-Charles Chauvineau          | Radical     | Propriétaire foncier, maire de Souvigné                                                                     |
| 1934                                     | 1940         | Émile David (1880-1959)           | Rad.        | Agriculteur et négociant à Souvigné                                                                         |
| 1940                                     |              |                                   |             | Les conseils d'arrondissement ont été suspendus par la loi du 12 octobre 1940 et n'ont jamais été réactivés |
| Les données manquantes sont à compléter. |              |                                   |             | |

## Composition
Le canton de Saint-Maixent-l'École-2 groupait 8 communes et compte 11 155 habitants (population municipale) au 1er janvier 2009.
| Communes                      | Population (2012) | Code postal | Code Insee |
| ----------------------------- | ----------------- | ----------- | ---------- |
| Exireuil                      | 1 588             | 79400       | 79114      |
| Nanteuil                      | 1 668             | 79400       | 79189      |
| Romans                        | 728               | 79260       | 79231      |
| Sainte-Eanne                  | 667               | 79800       | 79246      |
| Saint-Maixent-l'École         | 3 256 (*)         | 79400       | 79270      |
| Saint-Martin-de-Saint-Maixent | 1 086             | 79400       | 79276      |
| Sainte-Néomaye                | 1 295             | 79260       | 79283      |
| Souvigné                      | 867               | 79800       | 79319      |

(*) Fraction de commune. En 2009, la commune de Saint-Maixent-l'École, partagée en deux cantons, compte au total 7 490 habitants.

## Démographie
| 1962 | 1968 | 1975 | 1982 | 1990 | 1999  | 2006   | 2009   | - |
| ---- | ---- | ---- | ---- | ---- | ----- | ------ | ------ | - |
| -    | -    | -    | -    | -    | 8 797 | 10 676 | 11 155 | - |

Le canton de Saint-Maixent-l'École-2 est celui qui voit sa population évoluer le plus vite dans le département entre 1999 et 2006. Dans la période, sa population s'accroit de 21 % (+3,05 %/an) et gagne près de 2 000 habitants. Si la ville centre de Saint-Maixent-l'École perd des habitants (environ 400 sur l'ensemble de la commune, répartis sur les deux cantons), les autres communes ont toutes une évolution positive, la palme revenant à Sainte-Néomaye, Exireuil et Romans, toutes trois avec plus de 4 % de croissance annuelle entre 1999 et 2006. Les autres communes du canton ont entre +1,1 % et +2,6 % de croissance annuelle.